# Mannings formel
Mannings formel är en formel för flödesberäkningar i främst öppna diken och kanaler med naturligt vattendjup, men kan vid hydrauliskt råa förhållanden även användas inom rörströmningen. 
Mannings formel är känd under många olika namn, till exempel GMH-formeln, Gaukler-Hagen-Mannings formel, Gaukler-Manning-Stricklers-formel, Manning-Stricklers formel eller Stricklers formel. I anglosaxiska länder dominerar dock namnet Mannings formel.
Mannings formel finns i en v-form (hastighet), en q-form (flöde) och en I-form (fall). Ekvationen får följande utseenden:
{\displaystyle v=M\cdot R_{h}^{2/3}\cdot {\sqrt {I}}} (v-form)
{\displaystyle q=v\cdot A_{v}=A_{v}\cdot M\cdot R_{h}^{2/3}\cdot {\sqrt {I}}} (q-form)
{\displaystyle I={\dfrac {h_{f}}{L}}={\dfrac {v^{2}}{M^{2}\cdot R_{h}^{4/3}}}={\dfrac {q^{2}}{M^{2}\cdot A_{v}^{2}\cdot R_{h}^{4/3}}}} (I-form)
där
v = Medelhastighet (m/s)
q = Flöde (m³/s)
M = Mannings tal (m1/3/s)
Av = Våt tvärsnittsarea (m²)
Rh = Hydraulisk radie (m)
I = Fall (-)
hf = Strömningsförlust (meter vattenpelare)
L = Längd (m)

## Trapetsformade öppna ledningar
För trapetsformade öppna ledningar kan Mannings formel skrivas på följande sätt:
{\displaystyle v_{n}=M\cdot {\dfrac {\left(b\cdot y_{n}+(\tan \alpha )\cdot y_{n}^{2}\right)^{2/3}}{\left(b+2\cdot y_{n}\cdot {\sqrt {1+(\tan \alpha )^{2}}}\right)^{2/3}}}\cdot {\sqrt {I}}=M\cdot {\dfrac {\left(b\cdot y_{n}+k_{l}\cdot y_{n}^{2}\right)^{2/3}}{\left(b+2\cdot y_{n}\cdot {\sqrt {1+k_{l}^{2}}}\right)^{2/3}}}\cdot {\sqrt {I}}} (v-form)
{\displaystyle q=M\cdot {\dfrac {\left(b\cdot y_{n}+(\tan \alpha )\cdot y_{n}^{2}\right)^{5/3}}{\left(b+2\cdot y_{n}\cdot {\sqrt {1+(\tan \alpha )^{2}}}\right)^{2/3}}}\cdot {\sqrt {I}}=M\cdot {\dfrac {\left(b\cdot y_{n}+k_{l}\cdot y_{n}^{2}\right)^{5/3}}{\left(b+2\cdot y_{n}\cdot {\sqrt {1+k_{l}^{2}}}\right)^{2/3}}}\cdot {\sqrt {I}}} (q-form)
{\displaystyle I={\dfrac {v_{n}^{2}\cdot {\left(b+2\cdot y_{n}\cdot {\sqrt {1+(\tan \alpha )^{2}}}\right)^{4/3}}}{M^{2}\cdot \left(b\cdot y_{n}+(\tan \alpha )\cdot y_{n}^{2}\right)^{4/3}}}={\dfrac {v_{n}^{2}\cdot {\left(b+2\cdot y_{n}\cdot {\sqrt {1+k_{1}^{2}}}\right)^{4/3}}}{M^{2}\cdot {\left(b\cdot y_{n}+k_{l}\cdot y_{n}^{2}\right)^{4/3}}}}} (I-form)
{\displaystyle I={\dfrac {q^{2}\cdot {\left(b+2\cdot y_{n}\cdot {\sqrt {1+(\tan \alpha )^{2}}}\right)^{4/3}}}{M^{2}\cdot \left(b\cdot y_{n}+(\tan \alpha )\cdot y_{n}^{2}\right)^{10/3}}}={\dfrac {q^{2}\cdot {\left(b+2\cdot y_{n}\cdot {\sqrt {1+k_{l}^{2}}}\right)^{4/3}}}{M^{2}\cdot {\left(b\cdot y_{n}+k_{l}\cdot y_{n}^{2}\right)^{10/3}}}}} (I-form)
där
vn = Naturlig medelhastighet (m/s)
q = Flöde (m³/s)
M = Mannings tal (m1/3/s)
b = Kanalens bottenbredd (m)
yn = Naturligt vattendjup (m)
α = Släntlutningsvinkel (radianer)
kl = tan α
I = Fall (-)
I Mannings formel används det naturliga vattendjupet i den öppna vattenledningen. Det naturliga vattendjupet sammanfaller ju bara med det verkliga vattendjupet i en bestämmande sektion.

## Mannings tal
Mannings tal är en sammanvägning av råhet som kan tänkas påverka flödet i kanalen. Ju mindre skrovlighet, desto större blir Mannings tal och desto lägre blir strömningsförlusterna i vattendraget.
Ibland används även uttrycket Mannings skrovlighetskoefficient (n), som är omvänd proportionell mot Mannings tal:
{\displaystyle M={\dfrac {1}{n}}}
där
M = Mannings tal (m1/3/s)
n = Mannings skrovlighetskoefficient (s/m1/3)
Mannings skrovlighetskoefficient motsvaras inom rörströmningen av den ekvivalenta sandråheten.
Tyvärr är det ofta svårt att exakt kunna beräkna Mannings tal, så det får ges ett lämpligt värde byggt på erfarenhet.

### Exempel på lämpliga M-värden
| Byggda rännor                                              | Mannings tal |
| * Byggd ränna av grovytad betong                           | 50-70        |
| * Byggd ränna av ohyvlat trä eller slät men oslipad betong | 70-90        |
| * Byggd ränna av hyvlat trä och slipad betong              | 90-100       |
| * Byggd ränna av slät plast eller jämförbara material      | 100-120      |

| Kanaler och öppna diken                                    | Mannings tal |
| * Tämligen jämna men starkt beväxta i hela tvärsnittet     | 10-20        |
| * Tämligen jämna med obevuxen botten och bevuxna slänter   | 20-30        |
| * Tämligen jämna och obevuxen i hela tvärsnittet           | 30-40        |
| * Jämn och obevuxen (nygrävt dike i lera)                  | 40-50        |
| * Tämligen ojämna och måttligt bevuxna kanaler genom morän | 25-35        |
| * Kanaler sprängda genom berg                              | 25-30        |
| * Naturliga vattendrag                                     | 10-40        |